# Kabinett Russell II
Die Zweite Regierung Russell wurde im Vereinigten Königreich am 29. Oktober 1865 von Premierminister John Russell, 1. Earl Russell von der Liberal Party gebildet und löste die zweite Regierung Palmerston ab. Das Kabinett blieb bis zum 28. Juni 1866 im Amt und wurde daraufhin vom dritten Regierung Derby abgelöst.

## Kabinettsmitglieder
Dem Kabinett gehörten folgende Mitglieder an:
| Amt                                          | Amtsinhaber                                                                 | Beginn der Amtszeit               | Ende der Amtszeit              |
| -------------------------------------------- | --------------------------------------------------------------------------- | --------------------------------- | ------------------------------ |
| Premierminister Erster Lord des Schatzsamtes | John Russell, 1. Earl Russell                                               | 29. Oktober 1865                  | 28. Juni 1866                  |
| Lordkanzler                                  | Robert Rolfe, 1. Baron Cranworth                                            | 30. Oktober 1865                  | 26. Juni 1866                  |
| Präsident des Geheimen Kronrates             | Granville Leveson-Gower, 2. Earl Granville                                  | 30. Oktober 1865                  | 28. Juni 1866                  |
| Lordsiegelbewahrer                           | George Campbell, 8. Duke of Argyll                                          | 30. Oktober 1865                  | 28. Juni 1866                  |
| Innenminister                                | George Grey, 2. Baronet                                                     | 30. Oktober 1865                  | 28. Juni 1866                  |
| Außenminister                                | George Villiers, 4. Earl of Clarendon                                       | 3. November 1865                  | 28. Juni 1866                  |
| Kolonialminister                             | Edward Cardwell                                                             | 30. Oktober 1865                  | 26. Juni 1866                  |
| Kriegsminister                               | George Robinson, 2. Earl of Ripon Spencer Cavendish, Marquess of Hartingdon | 30. Oktober 1865 16. Februar 1866 | 16. Februar 1866 26. Juni 1866 |
| Minister für Indien                          | Sir Charles Wood George Robinson, 2. Earl of Ripon                          | 30. Oktober 1865 16. Februar 1866 | 16. Februar 1866 26. Juni 1866 |
| Erster Lord der Admiralität                  | Edward St. Maur, 12. Duke of Somerset                                       | 30. Oktober 1865                  | 28. Juni 1866                  |
| Schatzkanzler                                | William Ewart Gladstone                                                     | 30. Oktober 1865                  | 26. Juni 1866                  |
| Handelsminister                              | Thomas Milner Gibson                                                        | 30. Oktober 1865                  | 26. Juni 1866                  |
| Kanzler des Herzogtums Lancaster             | George Goschen, 1. Viscount Goschen                                         | 26. Januar 1866                   | 26. Juni 1866                  |
| Minister für Armenfürsorge                   | Charles Pelham Villiers                                                     | 30. Oktober 1865                  | 28. Juni 1866                  |
| Postminister                                 | Edward Stanley, 2. Baron Stanley of Alderley                                | 30. Oktober 1865                  | 28. Juni 1866                  |